# Sheltie
Sheltie (Sheltie the Shetland Pony) est une série de vingt-cinq romans (pour les 7 ans et +) écrits par Peter Clover (en) et publiés en Angleterre par Puffin's Books de 1996 à 2005. Ils ont été traduits de l'anglais par Nathalie M.-C. Laverroux pour/par le Bayard éditions Jeunesse de février 2001 à avril 2006.

## Titres
1. Sheltie le poney shetland (Sheltie the Shetland Pony)
2. Sheltie et le trésor caché (Sheltie Saves the Day!)
3. Sheltie et les fugitifs (Sheltie and the Runaway)
4. Sheltie trouve un ami (Sheltie Finds a Friend)
5. Sheltie à la rescousse (Sheltie to the Rescue)
6. Sheltie en danger (Sheltie in Danger)
7. Sheltie et le jeu de piste (Sheltie Rides to Win)
8. Sheltie et le grand concours (Sheltie Leads the Way)
9. Sheltie et les voleurs (Sheltie and Saddle Mystery)
10. Sheltie, le héros (Sheltie the Hero)
11. Sheltie a des problèmes (Sheltie in Trouble)
12. Sheltie et le chien perdu (Sheltie and the Stray)
13. Sheltie et le poney abandonné (Sheltie and the Show Pony)
14. Sheltie se déguiser (Sheltie on Parade)
15. Sheltie et le secret de la colline (Sheltie Forever)
16. Sheltie en patrouille (Sheltie and the Foal)
17. Sheltie et la fête de l'école (Sheltie Goes to School)
18. Sheltie et la course folle (Sheltie Gallops Ahead)
19. Sheltie et l'autre Sheltie (Sheltie in Trouble Double)
20. Sheltie est blessé ! (Sheltie in Peril)
21. Sheltie à la mer  (Sheltie By the Sea)
22. Sheltie adopte un poulain (Sheltie and the Foal)
23. Sheltie veut gagner ! (Sheltie Races On)
24. Sheltie à la fête foraine (Sheltie at the Funfair)
25. Sheltie et les pirates (Sheltie and the Pirates)
26. Sheltie et le diamant (Sheltie and the Moonstar)